# Trimálquio
Trimálquio é um personagem da obra romana do século I a.C. Satyricon, de Petrónio. Ele aparece apenas no capítulo "O Banquete de Trimálquio. Trimálquio é conhecido pela pompa e ostentação dos seus banquetes, nos quais serve pratos exóticos e extravagantes. Trimálquio é um liberto que obteve, através do trabalho árduo, uma grande riqueza e poder.